# فصلنامه مترجم
فصلنامه مترجم فصلنامه‌ای علمی و فرهنگی در حوزه نظریه و عمل ترجمه است که در سال ۱۳۷۰ با کوشش علی خزاعی‌فر استاد گروه زبان انگلیسی دانشگاه فردوسی مشهد تأسیس گردید. مقالات فصلنامه بیشتر در زمینه نظریه و عمل ترجمه ادبی، تاریخ ترجمه در ایران، آموزش ترجمه و نقد ترجمه است. خوانندگان و نویسندگان مجله عبارتند از مترجمان، به‌ویژه مترجمان ادبی، و مدرسان ترجمه و علاقه‌مندان ترجمه.
مترجم فقط به آن دسته از موضوعات نظری و عملی می‌پردازد که در عمل به کار مترجم می‌آید و به او بینش یا آموزش می‌دهد. در اردیبهشت ۱۳۹۶ بزرگداشت بیست و ششمین سال انتشار فصلنامه برگزار شد.
آرشیو کلیه شماره‌های منتشرشده این فصلنامه در وبسایت اختصاصی فصلنامه و به صورت رایگان وجود دارد. علیرضا اکبری، عبداله کوثری و شادی غفوریان، سمیه دلزنده‌روی، مرضیه ملک‌شاهی و سعید عامری عضو هیئت تحریریه این فصلنامه در ادوار گوناگون بوده‌اند.